# Informacijski stručnjak
Informacijski stručnjak je osoba koja radi naročito s informacijama ili osoba koja razvija i koristi znanje na radnom mjestu, sposoban je pretraživati i koristiti znanje. 
Informacijski stručnjak “puni”, održava i razvija sadržaj baze podataka, te se bavi posredovanjem znanja i informacija. Trebaju lako pristupiti i unutarnjem pretraživanju i vanjskim bazama podataka.
Prema IFLA (međunarodnom udruženju knjižničarskih društava i ustanova) on omogućava neometan pristup informacijama, Internetu, knjižnicama i informacijskim službama kako bi pomogao zajednicama ili pojedincima da ostvare slobodu, napredak i razvoj. Njegova središnja zadaća je slobodan pristup informacijama neovisno o medijima i državnim granicama.
Prema definiciji A. Brinea i J. Feathera sposobnost informacijskog stručnjaka je da definira i analizira, upravlja zbirkama i podacima, organizira znanje, te označuje, pronalazi i vrednuje informacije.
Zbog stalnog globalnog industrijskog rasta javlja se sve veća potreba za informacijskim stručnjacima (samo je u Sjevernoj Americi odnos informacijskih stručnjaka s ostalim radnicima 4:1).

## Zadaće informacijskog stručnjaka
- mogućnost stalnoga profesionalnog razvoja
- razumijevanje poslovne strategije i vizije kompanije
- saznanje što se od njega očekuje – imati jasne ciljeve – individualne / timske planske zadatke
- saznanje o tome što treba raditi – ne kako
- samostalno upravljanje svojim radom i vremenom
- mjerenje prema njegovim rezultatima
- redovito primanje povratnih informacija i priznanje za ostvarenja

## Posao znanjem
Posao znanjem je spektar zadataka obavljenih od pojedinačnih informacijskih stručnjaka do globalnih društvenih mreža koji obuhvaća sve vrste znanja koje jest ili bi moglo biti preuzeto. 
Posao znanjem obuhvaća nastojanja pojedinačnih stručnjaka, tehničke aktivnosti, profesionalne projekte, upravljačke programe, organizacijsku strategiju, tržište znanja, te svjetski rangirane mreže. On osigurava korisno objašnjenje za planiranje, razvijanje i primjenu projekata menadžmenta znanja, te omogućava organizacijama da sudjeluju u globalnoj mrežnoj ekonomiji.
Danas se nalazimo u trećem valu društveno – ekonomskog razvoja koji se naziva "dobom znanja" ili "informacijskim dobom":
- prvi val je bilo poljoprivredno doba u kojem je „bogatstvo“ bilo bazirano na posjedovanju površina
- drugi val je industrijsko doba u kojem je „bogatstvo“ bilo bazirano na posjedovanju kapitala i tvornica
- treći val je doba znanja ili informacijsko doba u kojem se „bogatstvo“ bazira na posjedovanju znanja i sposobnosti korištenja tog znanja u kreiranju dobara i djelatnosti

U dobu znanja ili informacijskom dobu rezultat unaprjeđenja uključuje trošak, trajnost, prikladnost, pravovremenost isporuke i sigurnost. 
U takvom dobu 2% radne populacije želi raditi na zemlji, 10% želi u industriji, a ostalih 88% žele niti informacijski stručnjaci.

## Informacijski pismen informacijski stručnjak
Sposoban je voditi brojne aktivnosti, koristiti najbolje izvore za dobivanje potrebnih informacija. Primjer informacijski sposobnog informacijskog stručnjaka je analitičar zaposlen na razvijanju baze podataka koji obavlja rudarenje podacima iz informacija korištenjem izvora kao web stranice, tisak i profesionalne udruge. On iskorištava najbolje izvore, te iz njih preuzima samo relevantne informacije kako bi se postigao maksimum efikasnosti. 
Informacijski pismen informacijski stručnjak mora biti u mogućnosti objasniti izrađene informacije kako bi ih krajnji korisnik baze podataka mogao učinkovito upotrijebiti. 

## Tehnološki pismen informacijski stručnjak
Razumije koja vrsta tehnologije najbolje odgovara poduzeću prema infrastrukturi, te prije nego donese odluku o najboljoj raspoloživoj tehnologiji mora dobro razmisliti o prednostima i nedostacima svake, jer mora biti svjestan da tehnologija mora biti odgovarajuća. Njegova najveća vještina je znanje kako primijeniti tehnologiju.
Tehnološki pismen informacijski stručnjak je odgovoran za osiguravanje da baza podataka funkcionira pravilno, a njegova osnovna zadaća je održavanje sustava koji je učinkovit. Njegova dužnost je pratiti strujanja novih raspoloživih tehnologija, jer svaka prilika unaprjeđenja tehnologije tvrtke mora biti odmah “uhvaćena”.